# Hamburger Sport-Verein 1976-1977
Questa voce raccoglie le informazioni riguardanti l'Hamburger Sport-Verein nelle competizioni ufficiali della stagione 1976-1977.

## Stagione
Nella stagione 1976-1977 l'Amburgo, allenato da Kuno Klötzer, concluse il campionato di Bundesliga al 6º posto. In Coppa di Germania l'Amburgo fu eliminato al secondo turno dal Bayern Monaco. In Coppa delle Coppe l'Amburgo perse la finale con dall'Anderlecht.

## Rosa
| N. |                      | Ruolo | Calciatore        |
| -- | -------------------- | ----- | ----------------- |
|    | Germania (bandiera)  | P     | Rudolf Kargus     |
|    | Serbia (bandiera)    | P     | Vladimir Kovačić  |
|    | Germania (bandiera)  | D     | Horst Blankenburg |
|    | Germania (bandiera)  | D     | Peter Hidien      |
|    | Germania (bandiera)  | D     | Manfred Kaltz     |
|    | Germania (bandiera)  | D     | Peter Nogly       |
|    | Germania (bandiera)  | D     | Hans-Jürgen Ripp  |
|    | Germania (bandiera)  | D     | Detlef Spincke    |
|    | Germania (bandiera)  | D     | Klaus Winkler     |
|    | Germania (bandiera)  | C     | Horst Bertl       |
|    | Danimarca (bandiera) | C     | Ole Bjørnmose     |

| N. |                     | Ruolo | Calciatore           |
| -- | ------------------- | ----- | -------------------- |
|    | Germania (bandiera) | C     | Kurt Eigl            |
|    | Austria (bandiera)  | C     | Buffy Ettmayer       |
|    | Germania (bandiera) | C     | Felix Magath         |
|    | Germania (bandiera) | C     | Caspar Memering      |
|    | Germania (bandiera) | C     | Klaus Zaczyk         |
|    | Germania (bandiera) | A     | Ferdinand Keller     |
|    | Germania (bandiera) | A     | Uwe Mackensen        |
|    | Germania (bandiera) | A     | Willi Reimann        |
|    | Germania (bandiera) | A     | Hans-Jürgen Sperlich |
|    | Germania (bandiera) | A     | Arno Steffenhagen    |
|    | Germania (bandiera) | A     | Georg Volkert        |

## Organigramma societario
Area tecnica
- Allenatore: Kuno Klötzer
- Allenatore in seconda: Özcan Arkoç
- Preparatore dei portieri:
- Preparatori atletici:

## Calciomercato

### Sessione estiva
| Acquisti | Acquisti          | Acquisti    | Acquisti |
| R.       | Nome              | da          | Modalità |
| -------- | ----------------- | ----------- | -------- |
| A        | Ferdinand Keller  | Monaco 1860 |          |
| C        | Felix Magath      | Saarbrücken |          |
| A        | Arno Steffenhagen | Ajax        |          |

| Cessioni | Cessioni | Cessioni | Cessioni |
| R.       | Nome     | a        | Modalità |
| -------- | -------- | -------- | -------- |

### Sessione invernale
| Acquisti | Acquisti | Acquisti | Acquisti |
| R.       | Nome     | da       | Modalità |
| -------- | -------- | -------- | -------- |

| Cessioni | Cessioni | Cessioni | Cessioni |
| R.       | Nome     | a        | Modalità |
| -------- | -------- | -------- | -------- |

## Risultati

### Bundesliga

#### Girone di andata
| Arbitro: | Dreher |

|                                                 |           |                                      |
| Steffenhagen 53’ Reimann 58’ Volkert 74’ (rig.) | Marcatori | 4’ Hartl 29’ Geyer 38’, 60’ Kostedde |

| Arbitro: | Hennig |

|                               |           |                       |
| Röber 40’ (rig.) Konschal 60’ | Marcatori | 30’, 56’ Steffenhagen |

| Arbitro: | Hilker |

|             |           |  |
| Reimann 57’ | Marcatori |  |

| Arbitro: | Haselberger |

|           |           |                  |
| Dörre 25’ | Marcatori | 15’, 82’ Reimann |

| Arbitro: | Waltert |

|                                                 |           |            |
| Steffenhagen 53’ Volkert 63’ (rig.) Reimann 82’ | Marcatori | 87’ Wenzel |

| Arbitro: | Walz |

|                         |           |  |
| Zimmermann 87’ Seel 89’ | Marcatori |  |

| Arbitro: | Fork |

|  |           |                        |
|  | Marcatori | 53’ Hollmann 90’ Frank |

| Arbitro: | Burgers |

|                  |           |          |
| Wendt 57’ (rig.) | Marcatori | 66’ Eigl |

| Arbitro: | Frickel |

|                                |           |            |
| Eigl 42’ Zimmermann 77’ (aut.) | Marcatori | 50’ Müller |

| Arbitro: | Messmer |

|             |           |  |
| Fischer 80’ | Marcatori |  |

| Arbitro: | Kindervater |

|                                                          |           |                           |
| Müller 35’, 61’, 82’, 89’ Torstensson 49’ Kapellmann 73’ | Marcatori | 43’ Reimann 54’ Bjørnmose |

| Amburgo 6 novembre 1976, ore 15:30 CET 12ª giornata | Amburgo  | 0 – 0 referto | Saarbrücken | Volksparkstadion (19 000 spett.)\| Arbitro: \| Wichmann \| |
| Arbitro:                                            | Wichmann |               |             |                                                            |

| Arbitro: | Zuchantke |

|                       |           |                      |
| Berger 51’ Kübler 90’ | Marcatori | 59’ Eigl 65’ Reimann |

| Arbitro: | Meuser |

|                                               |           |            |
| Reimann 9’ Bjørnmose 58’ Volkert 69’ Eigl 74’ | Marcatori | 83’ Hannes |

| Duisburg 27 novembre 1976, ore 15:30 CET 15ª giornata | Duisburg | 0 – 0 referto | Amburgo | Wedaustadion (18 000 spett.)\| Arbitro: \| Joos \| |
| Arbitro:                                              | Joos     |               |         |                                                    |

| Arbitro: | Antz |

|                       |           |  |
| Reimann 44’ Nogly 77’ | Marcatori |  |

| Arbitro: | Schmoock |

|                               |           |                       |
| Köper 1’ Kaczor 25’, 37’, 73’ | Marcatori | 35’, 55’ Steffenhagen |

#### Girone di ritorno
| Arbitro: | Aldinger |

|                                                 |           |                                                        |
| Burgsmüller 21’, 57’ Geyer 25’ Huber 85’ (rig.) | Marcatori | 9’ Reimann 23’ Steffenhagen 26’ (aut.) Huber 59’ Bertl |

| Arbitro: | Eschweiler |

|                                                            |           |                                    |
| Memering 19’ Volkert 67’, 72’ Steffenhagen 70’ Reimann 88’ | Marcatori | 45’ Görts 82’ Bracht 89’ Meininger |

| Arbitro: | Wichmann |

|                               |           |  |
| Riedl 78’ Ritschel 87’ (rig.) | Marcatori |  |

| Arbitro: | Gabor |

|                                                  |           |                        |
| Zaczyk 7’, 23’ Volkert 45’ (rig.), 72’ Kaltz 55’ | Marcatori | 35’, 43’, 83’ Hrubesch |

| Arbitro: | Antz |

|                           |           |             |
| Hölzenbein 55’ Wenzel 66’ | Marcatori | 26’ Volkert |

| Arbitro: | Dölfel |

|             |           |          |
| Volkert 17’ | Marcatori | 88’ Seel |

| Arbitro: | Quindeau |

|  |           |             |
|  | Marcatori | 20’ Reimann |

| Arbitro: | Hennig |

|                        |           |            |
| Volkert 68’ Keller 85’ | Marcatori | 49’ Schulz |

| Arbitro: | Klauser |

|                      |           |                                    |
| Müller 10’, 21’, 33’ | Marcatori | 56’ Bertl 64’ Volkert 76’ Memering |

| Arbitro: | Joos |

|                       |           |                          |
| Steffenhagen 60’, 83’ | Marcatori | 55’ Fischer 84’ Rüssmann |

| Arbitro: | Burgers |

|                                                                         |           |  |
| Zaczyk 19’ Reimann 21’ Memering 55’ Volkert 67’ (rig.) Steffenhagen 73’ | Marcatori |  |

| Arbitro: | Hilker |

|                            |           |                               |
| Denz 45’, 53’ Schuster 71’ | Marcatori | 34’ Memering 44’ Steffenhagen |

| Arbitro: | Eschweiler |

|                          |           |            |
| Volkert 37’ Memering 61’ | Marcatori | 33’ Struth |

| Mönchengladbach 23 aprile 1977, ore 15:30 CEST 31ª giornata | Borussia M'gladbach | 0 – 0 referto | Amburgo | Bökelbergstadion (31 000 spett.)\| Arbitro: \| Engel \| |
| Arbitro:                                                    | Engel               |               |         |                                                         |

| Arbitro: | Antz |

|                            |           |  |
| Keller 8’ Steffenhagen 49’ | Marcatori |  |

| Arbitro: | Waltert |

|                          |           |               |
| Granitza 21’, 69’ (rig.) | Marcatori | 49’ Bjørnmose |

| Arbitro: | Zuchantke |

|                                           |           |              |
| Reimann 22’, 30’ Magath 49’ Eigl 73’, 85’ | Marcatori | 74’ Trimhold |

### Coppa di Germania
| Arbitro: | Zuchantke |

|                                             |           |              |
| Keller 25’ Eigl 65’ Memering 81’ Hidien 82’ | Marcatori | 42’ Reinders |

| Arbitro: | Engel |

|                                                               |           |            |
| Kapellmann 31’ Rummenigge 59’ Torstensson 71’, 80’ Hoeneß 89’ | Marcatori | 41’ Hidien |

### Coppa delle Coppe
| Arbitro: | Kopal |

|                                 |           |  |
| Zaczyk 5’ Reimann 8’ Hidien 78’ | Marcatori |  |

| Arbitro: | Perry |

|                |           |            |
| Jóhannsson 72’ | Marcatori | 39’ Hidien |

| Arbitro: | Zharkov |

|                                             |           |                    |
| Bjørnmose 2’ Eigl 35’ Reimann 59’ Kaltz 68’ | Marcatori | 15’ Park 89’ Busby |

| Arbitro: | Wurtz |

|            |           |                               |
| Gibson 69’ | Marcatori | 13’, 71’ Eigl 31’, 81’ Magath |

| Arbitro: | Dubach |

|           |           |             |
| Borsó 78’ | Marcatori | 61’ Volkert |

| Arbitro: | Rauš |

|                                              |           |             |
| Reimann 10’, 19’ Kaltz 46’ (rig.) Zaczyk 63’ | Marcatori | 76’ Siklósi |

| Arbitro: | Rainea |

|                        |           |            |
| Cano 52’, 69’ Leal 60’ | Marcatori | 56’ Magath |

| Arbitro: | Eriksson |

|                                         |           |  |
| Capón 19’ (aut.) Reimann 22’ Keller 27’ | Marcatori |  |

| Arbitro: | Partridge |

|                               |           |  |
| Volkert 78’ (rig.) Magath 88’ | Marcatori |  |

## Statistiche

### Statistiche di squadra
| Competizione      | Punti | In casa | In casa | In casa | In casa | In casa | In casa | In trasferta | In trasferta | In trasferta | In trasferta | In trasferta | In trasferta | Totale | Totale | Totale | Totale | Totale | Totale | DR  |
| Competizione      | Punti | G       | V       | N       | P       | Gf      | Gs      | G            | V            | N            | P            | Gf           | Gs           | G      | V      | N      | P      | Gf     | Gs     | DR  |
| ----------------- | ----- | ------- | ------- | ------- | ------- | ------- | ------- | ------------ | ------------ | ------------ | ------------ | ------------ | ------------ | ------ | ------ | ------ | ------ | ------ | ------ | --- |
| Bundesliga        | 38    | 17      | 12      | 3       | 2       | 44      | 21      | 17           | 2            | 7            | 8            | 23           | 35           | 34     | 14     | 10     | 10     | 67     | 56     | +11 |
| Coppa di Germania | -     | 1       | 1       | 0       | 0       | 4       | 1       | 1            | 0            | 0            | 1            | 1            | 5            | 2      | 1      | 0      | 1      | 5      | 6      | -1  |
| Coppa delle Coppe | -     | 5       | 5       | 0       | 0       | 16      | 3       | 4            | 1            | 2            | 1            | 7            | 6            | 9      | 6      | 2      | 1      | 23     | 9      | +14 |
| Totale            | 38    | 23      | 18      | 3       | 2       | 64      | 25      | 22           | 3            | 9            | 10           | 31           | 46           | 45     | 21     | 12     | 12     | 95     | 71     | +24 |

### Andamento in campionato
| Giornata  | 1  | 2  | 3 | 4 | 5 | 6 | 7  | 8 | 9 | 10 | 11 | 12 | 13 | 14 | 15 | 16 | 17 | 18 | 19 | 20 | 21 | 22 | 23 | 24 | 25 | 26 | 27 | 28 | 29 | 30 | 31 | 32 | 33 | 34 |
| --------- | -- | -- | - | - | - | - | -- | - | - | -- | -- | -- | -- | -- | -- | -- | -- | -- | -- | -- | -- | -- | -- | -- | -- | -- | -- | -- | -- | -- | -- | -- | -- | -- |
| Luogo     | C  | T  | C | T | C | T | C  | T | C | T  | T  | C  | T  | C  | T  | C  | T  | T  | C  | T  | C  | T  | C  | T  | C  | T  | C  | C  | T  | C  | T  | C  | T  | C  |
| Risultato | P  | N  | V | V | V | P | P  | N | V | P  | P  | N  | N  | V  | N  | V  | P  | N  | V  | P  | V  | P  | N  | V  | V  | N  | N  | V  | P  | V  | N  | V  | P  | V  |
| Posizione | 12 | 12 | 9 | 5 | 3 | 6 | 10 | 8 | 8 | 9  | 10 | 10 | 11 | 9  | 10 | 8  | 12 | 10 | 8  | 10 | 9  | 11 | 10 | 8  | 8  | 9  | 7  | 6  | 9  | 6  | 7  | 7  | 7  | 6  |

Legenda:

Luogo: C = Casa; T = Trasferta. Risultato: V = Vittoria; N = Pareggio; P = Sconfitta.

### Statistiche dei giocatori
| Giocatore       | Bundesliga | Bundesliga | Bundesliga  | Bundesliga | Coppa di Germania | Coppa di Germania | Coppa di Germania | Coppa di Germania | Coppa delle Coppe | Coppa delle Coppe | Coppa delle Coppe | Coppa delle Coppe | Totale   | Totale | Totale      | Totale     |
| Giocatore       | Presenze   | Reti       | Ammonizioni | Espulsioni | Presenze          | Reti              | Ammonizioni       | Espulsioni        | Presenze          | Reti              | Ammonizioni       | Espulsioni        | Presenze | Reti   | Ammonizioni | Espulsioni |
| --------------- | ---------- | ---------- | ----------- | ---------- | ----------------- | ----------------- | ----------------- | ----------------- | ----------------- | ----------------- | ----------------- | ----------------- | -------- | ------ | ----------- | ---------- |
| H. Bertl        | 16         | 2          | 0           | 0          | 0                 | 0                 | 0                 | 0                 | 3                 | 0                 | 0                 | 0                 | 19       | 2      | 0           | 0          |
| O. Bjørnmose    | 28         | 3          | 1           | 0          | 2                 | 0                 | 0                 | 0                 | 7                 | 1                 | 0                 | 0                 | 37       | 4      | 1           | 0          |
| H. Blankenburg  | 13         | 0          | 1           | 0          | 1                 | 0                 | 0                 | 0                 | 5                 | 0                 | 0                 | 0                 | 19       | 0      | 1           | 0          |
| K. Eigl         | 14         | 6          | 0           | 0          | 2                 | 1                 | 0                 | 0                 | 4                 | 3                 | 0                 | 0                 | 20       | 10     | 0           | 0          |
| B. Ettmayer     | 2          | 0          | 0           | 0          | 0                 | 0                 | 0                 | 0                 | 1                 | 0                 | 0                 | 0                 | 3        | 0      | 0           | 0          |
| P. Hidien       | 22         | 0          | 3           | 0          | 2                 | 2                 | 0                 | 0                 | 8                 | 2                 | 0                 | 0                 | 32       | 4      | 3           | 0          |
| M. Kaltz        | 34         | 1          | 3           | 0          | 2                 | 0                 | 0                 | 0                 | 9                 | 2                 | 0                 | 0                 | 45       | 3      | 3           | 0          |
| R. Kargus       | 29         | 0          | 1           | 0          | 2                 | 0                 | 0                 | 0                 | 9                 | 0                 | 0                 | 0                 | 40       | 0      | 1           | 0          |
| F. Keller       | 9          | 2          | 0           | 0          | 1                 | 1                 | 0                 | 0                 | 2                 | 1                 | 0                 | 0                 | 12       | 4      | 0           | 0          |
| V. Kovačić      | 5          | 0          | 0           | 0          | 0                 | 0                 | 0                 | 0                 | 0                 | 0                 | 0                 | 0                 | 5        | 0      | 0           | 0          |
| U. Mackensen    | 1          | 0          | 0           | 0          | 0                 | 0                 | 0                 | 0                 | 0                 | 0                 | 0                 | 0                 | 1        | 0      | 0           | 0          |
| F. Magath       | 30         | 1          | 1           | 0          | 1                 | 0                 | 0                 | 0                 | 6                 | 4                 | 0                 | 0                 | 37       | 5      | 1           | 0          |
| C. Memering     | 22         | 5          | 3           | 0          | 1                 | 1                 | 0                 | 0                 | 4                 | 0                 | 0                 | 0                 | 27       | 6      | 3           | 0          |
| P. Nogly        | 20         | 1          | 1           | 0          | 1                 | 0                 | 0                 | 0                 | 5                 | 0                 | 1                 | 0                 | 26       | 1      | 2           | 0          |
| W. Reimann      | 34         | 15         | 3           | 0          | 2                 | 0                 | 0                 | 0                 | 9                 | 5                 | 0                 | 0                 | 45       | 20     | 3           | 0          |
| H. Ripp         | 34         | 0          | 2           | 0          | 2                 | 0                 | 0                 | 0                 | 7                 | 0                 | 0                 | 0                 | 43       | 0      | 2           | 0          |
| H. Sperlich     | 8          | 0          | 0           | 0          | 0                 | 0                 | 0                 | 0                 | 3                 | 0                 | 0                 | 0                 | 11       | 0      | 0           | 0          |
| D. Spincke      | 0          | 0          | 0           | 0          | 0                 | 0                 | 0                 | 0                 | 2                 | 0                 | 0                 | 0                 | 2        | 0      | 0           | 0          |
| A. Steffenhagen | 32         | 13         | 3           | 0          | 2                 | 0                 | 0                 | 0                 | 9                 | 0                 | 0                 | 0                 | 43       | 13     | 3           | 0          |
| G. Volkert      | 29         | 13         | 3           | 0          | 2                 | 0                 | 0                 | 0                 | 6                 | 2                 | 0                 | 0                 | 37       | 15     | 3           | 0          |
| K. Winkler      | 4          | 0          | 0           | 0          | 1                 | 0                 | 0                 | 0                 | 2                 | 0                 | 0                 | 0                 | 7        | 0      | 0           | 0          |
| K. Zaczyk       | 25         | 3          | 0           | 0          | 1                 | 0                 | 0                 | 0                 | 6                 | 2                 | 0                 | 0                 | 32       | 5      | 0           | 0          |